# Джозеф Кортезе
Джозеф Майкл Кортезе (англ. Joseph Michael Cortese; 22 лютого 1948) — американський актор.

## Біографія
Джозеф Майкл Кортезе народився 22 лютого 1948 року в місті Патерсон, штат Нью-Джерсі, США. Навчався в Середньозахідному коледжі (англ. Midwestern College) де здобув ступінь бакалавра мистецтв. Після закінчення навчання вирушив до Нью-Йорка де почав працювати помічником редактора журналу Gentlemen's Quarterly. Прагнення стати актором в остаточному підсумку привело його до Нью-Йоркського театру. У кіно однією з перших ролей стала гра у фільмі «Колекціонер смертей» (1976) разом з Джо Пеші.

## Фільмографія
- 1986 — Спецназ «К.Е.Т.» / C.A.T. Squad
- 1987 — Смертельна ілюзія / Deadly Illusion
- 1988 — Спецназ «К.Е.Т.» 2 / C.A.T. Squad: Python Wolf
- 1990 — Глава клану / The Closer
- 1990 — Битва драконів / Dragonfight
- 1992 — Рубі / Ruby
- 1999 — Зловмисник / Malevolence
- 2007 — Казки стриптиз-клубу / Go Go Tales